# ことぶき (栃木県)
株式会社ことぶきは、栃木県宇都宮市宮の内1-174に本社を置く主に医薬品・医薬部外品・試薬・医療機器の卸売りを扱う企業であった。

## 概要
- 代表取締役社長　市川己代造
- 資本金　600万円

## 沿革
- 昭和24年　資本金200万円「株式会社ことぶき」設立

## 主な取引メーカー
- 三共　等